# Slängserud
Slängserud er en svensk landsby i Nyeds sogn i Karlstads kommun, Värmland.
59°32′32″N 13°48′47″Ø / 59.542222°N 13.813056°Ø